# Corrina Corrina
Corrina, Corrina es una película de comedia dramática estadounidense de 1994 ambientada en 1959 sobre un viudo (Ray Liotta) que contrata a una ama de llaves/niñera (Whoopi Goldberg) para cuidar a su hija (Tina Majorino). Fue escrita y dirigida por Jessie Nelson, en su debut como directora de largometraje. Fue la última película protagonizada por Don Ameche; murió poco después de completarse el rodaje.

## Sinopsis
Manny acaba de perder a su mujer. Vive solo con su hija, y ésta ha perdido el habla desde ese trágico día. El hombre no sabe que hacer para recuperar a la alegre niña que era cuando vivía su madre. Por eso, decide contratar a una niñera afroamericana para que le ayude.

## Elenco
- Whoopi Goldberg como Corrina Washington
- Ray Liotta como Manny Singer
- Tina Majorino como Molly Singer
- Joan Cusack como Jonesy
- Wendy Crewson como Jenny Davis
- Jenifer Lewis como Jevina Washington
- Don Ameche como Harry Singer
- Larry Miller como Sid
- Brent Spiner como Brent Witherspoon
- Erica Yohn como Eva Singer
- Lynette Walden como Annie Singer
- Patrika Darbo como Wilma the Car Hop